# Auburn University at Montgomery

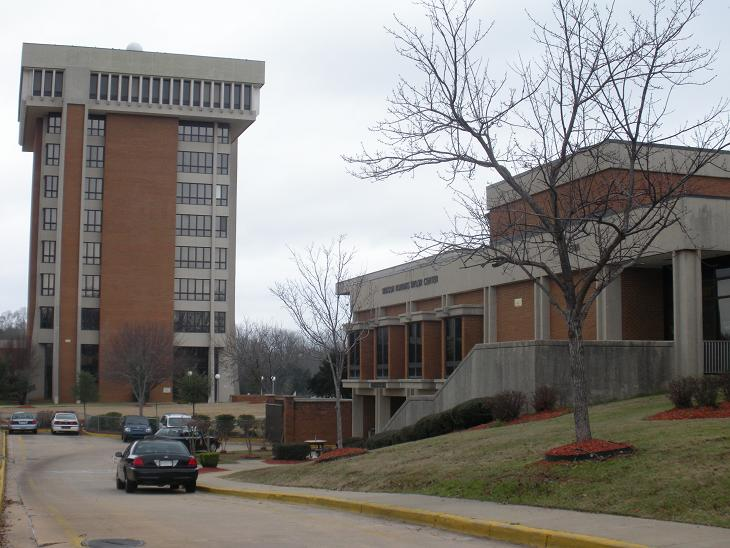
AUM Bibliothek (links) und Taylor Center (rechts)

Die Auburn University at Montgomery (AUM) ist eine staatliche Universität in Montgomery im US-Bundesstaat Alabama.

## Geschichte
Die AUM war ursprünglich eine Außenstelle der University of Alabama, an der seit 1936 Unterricht angeboten wurde. Mitte der 1960er Jahre wollte man diese Außenstelle in eine eigene Hochschule umwandeln. Da dies jedoch auf Widerstand seitens der University of Alabama stieß, kaufte schließlich die Auburn University das Gelände und gründete 1967 offiziell die Auburn University at Montgomery.

## Zahlen zu den Studierenden und den Dozenten
Im Herbst 2020 waren 5.212 Studierende an der AUM eingeschrieben. Davon strebten 4.375 (83,9 %) ihren ersten Studienabschluss an, sie waren also undergraduates. Von diesen waren 66 % weiblich und 34 % männlich; 2 % bezeichneten sich als asiatisch, 45 % als schwarz/afroamerikanisch, 1 % als Hispanic/Latino und 42 % als weiß. 837 (16,1 %) arbeiteten auf einen weiteren Abschluss hin, sie waren graduates. 322 Dozenten lehrten an der AUM, davon 225 in Vollzeit und 97 in Teilzeit. Laut AUM haben mehr als 32.000 Ehemalige (Alumin) ihren Abschluss dort gemacht.
Die Zahl der Studierenden wurde 2023 mit 5.068 angegeben.

## Sport
Die Sportteams der AUM sind die Warhawks.

## Persönlichkeiten
- Tarana Burke (* 1973), Frauenrechtsaktivistin (Slogan Me too)[4]
- Amir Eshel (* 1959), Generalmajor, Kommandeur der Israelischen Luftwaffe
- John E. Hyten (* 1959), General der United States Air Force (USAF)
- Richard Marcinko (1940–2021), Kommandeur der United States Navy SEALs
- Octavia Spencer (* 1970), Schauspielerin (Hidden Figures – Unerkannte Heldinnen)
- Chalid ibn Sultan (* 1949), Stellvertretender Minister für Verteidigung in Saudi-Arabien